# Scania CN113
Scania CN113 är en buss, främst avsedd för stads-/förortstrafik, från Scania, tillverkad mellan 1988 och 1999.
Den ersatte Scania CN112, byggdes på Scania N113-chassit, och ingår i Scanias 3-serie.

## Standardversion (Scania CN113CLB)
Standardvarianten (Scania CN113CLB) är 12 meter lång och uppbyggd med högt golv med två trappsteg vid samtliga in/utgångar. Den finns liksom sin föregångare med olika höga insteg beroende på om det är en stadsbuss eller regionalbuss.
Motorn är 6-cylindrig och rak samt har 11 liters slagvolym. Den monterades längst bak, stående på tvären. Drivmedlen bestod vanligen av diesel eller ED95 (etanol) även om det fanns några enstaka exemplar med bio-/naturgasdrift. Ett exemplar hade bensin-/elhybriddrift, denna gick som provbuss hos SL under 1990-talet.
Karossen var exakt densamma som på de sista årgångarna av Scania CN112. Den tillverkades liksom sin föregångare vid Scanias anläggning i Katrineholm av f.d. SKV och gjordes i rostfritt stål. Chassit och motorn var även de i stort sett identiska med de som fanns hos föregångaren. Skillnaden låg mest under skalet bland annat i form av bättre avgasrening, bättre ljudisolering runt motorn samt ABS-bromsar.
Dörrkonfigurationerna på 12-metersversionen var även de samma som hos föregångaren och var från längst fram till längst bak på bussen: 1-2-0, 1-2-1, 2-1-1, 2-2-0, 2-2-1, 1-1-0 och 1-1-1.
Tillverkning skedde i Sverige från 1988 till 1999; Modellen var under de sista två modellåren tänkt som ett billigare alternativ till Scania Omni-serien som tillverkats sedan 1997/1998.

## Ledversion (Scania CN113ALB)
Det tillverkades även en 18-meters ledbuss. Denna hade högt golv precis som standardvarianten, och fanns liksom denna i en stadsbussvariant med något lägre insteg i den främre delen samt i en regional variant med lite högre insteg. Karossen var liksom hos 12-metersvarianten exakt densamma som hos föregångaren (CN112AL).
Motorn sitter längst bak i det bakre överhänget och driver den bakersta hjulaxeln. Leden har ett hydrauliskt dämpningssystem som förhindrar att bussen viker sig vid kurvtagning. Fördelarna jämfört med huvudkonkurrenten Volvo B10MA (som är en ledbuss med mittmotor och drivning på dragfordonets bakaxel) är att den bakmonterade motorn inte kräver någon modifikation då den är stående, precis som motsvarande motorer i Scanias lastbilar. Sen är motorn även mera lättåtkomlig för reparationer och service. Även framkomligheten blir bättre eftersom det är mer tyngd över drivhjulen, och ljudnivån inne i bussen blir även den lägre, trots att ljudisoleringen kring motorn är enklare än hos många mittmotorbussar. Nackdelarna är att denna konstruktion sliter mer på leden och därmed förkortar bussens livslängd jämfört med en front- eller mittmotorledbuss. Sen, liksom hos andra bakmotorledbussar, blir även väghållningen generellt sett sämre i vinterkörning.
Tillverkning skedde dels i Katrineholm, Sverige och dels i Słupsk, Polen.
Dörrkonfigurationerna på ledbussversionen var från längst fram till längst bak: 2-2-2-0, 2-2-1-0, 2-1-1-0, 1-2-1-0 samt 1-1-1-0. I Polen fanns även: 2-2-2-1.
Tillverkningen i Sverige skedde från 1988 till 1997 och i Polen från 1993 till 1999. Den ersattes av ledbussversioner av Scania OmniCity och OmniLink (Scania CN94UA och CL94UA).

## Lågentréversion (Scania CN113CLL MaxCi)
I slutet av 1992, som årsmodell 1993, lanserades en 12 meter lång lågentrévariant med en annan design på karossen: Scania CN113CLL, även kallad Scania MaxCi, den byggdes på Scania N113CLL-chassit. 
N113CLL var dock inte Scanias första lågentréchassi; dess föregångare CN113CLB-LG, som N113CLL byggde vidare på, togs fram ett år tidigare, men det fanns endast med karosser från externa karosstillverkare.
Dessa chassin har lågt golv i de främre delarna och högt golv bak med två trappsteg innanför dörren bakom bakaxeln. Det fanns även en högerstyrd variant tillgänglig för den brittiska marknaden byggd på N113CRL-chassit kallad East Lancs MaxCi(en), denna byggdes av East Lancashire Coachbuilders(en) i 12 exemplar mellan 1993 och 1995.
Chassit är identiskt med vanliga CN113 från motorn längst bak fram till bakaxeln, därefter sluttar golvet neråt till strax bakom mittendörren, därefter är det ett trappsteg ner till det låga golvet som sträcker sig från trappsteget, strax bakom mittendörren och hela vägen fram, därefter är det samma förarplats och instrumentbräda som på den vanliga varianten vilket gör att föraren sitter ganska högt upp i förhållande till de påstigande passagerarna. Karossen har samma bakparti, hjulhus, tak, förarsidofönster, skyltskåp fram och bak samt vindruta som den vanliga varianten. Den fanns i färre dörrkonfigurationer än vanliga CN113, nämligen: 2-2-1, 1-2-1 samt 1-1-1. Dvs alltid en dörr bakom bakaxeln och alltid två dörrar i mitten om det är två längst fram. I och med att de allra flesta Scania MaxCi blev stadsbussar var dörrarrangemanget 2-2-1 det vanligaste, dvs två dörrar längst fram, i mitten och en dörr bakom bakaxeln. East Lancs-varianten hade bara ett dörrpar längst fram i klassisk brittisk stil samt en nödutgång på höger sida längst bak, bakom bakaxeln. Ett demoexemplar hade även ett extra dörrpar i mitten, på vänster sida.
Scania MaxCi tillverkades i Sverige från 1992 till 1997 och i Polen från 1993 till 1999. De sista två åren tillverkades den som ett billigare alternativ till den år 1997 introducerade bussen Scania OmniCity.

## I svensk linjetrafik

### SL
Storstockholms lokaltrafiks entreprenörer, framförallt SL Buss AB (senare Busslink/Keolis) köpte in ett stort antal etanoldrivna men även dieseldrivna stadsbussar av typ Scania CN113CLL MaxCi (littera H17N, H18, H18A och H18X för diesel samt H18E för etanol) mellan 1992 (årsmodell 1993) och 1997 (årsmodell 1998), bland annat i serien 5001–5167. Det fanns även fler i andra serier och hos andra operatörer. Det var den första busstypen med lågt golv (lågentré) avsedd för vanliga linjer i Stockholms innerstad och utgjorde länge den absolut vanligaste busstypen i innerstaden.
Från 2008 började dock de äldsta exemplaren bli till åren komna och bussarna byttes allt eftersom ut mot nyare bussar från främst MAN SE som dåvarande Busslink hade kontrakt med vid tiden. Den allra första serien etanoldrivna MaxCi-bussar i innerstaden (20 stycken i serien 5001–5020, levererade sommaren 1993) försvann under våren 2009. De ersattes av 13,7 meter långa MAN Lion's City CNG i treaxlat boggiutförande. Under 2010 och 2011 köptes ett stort antal 12-meters tvåaxliga MAN Lion's City CNG in och i samband med detta skedde de största utfasningarna av etanoldrivna Scania MaxCi i innerstaden som ett led i att övergå från etanol till gas som drivmedel för innerstadens miljöbussar. Från början var tanken att samtliga Scania MaxCi i Stockholms innerstad skulle ha fasats ut redan under 2012, men efter att det visade sig att Solaris Urbino 12 CNG-bussarna som köptes in 2009 hade en del problem och försvann redan 2011 så behölls den sista serien etanoldrivna MaxCi-bussar (47 stycken i serien 5111–5157, levererade 1997) avtalet ut för att fylla ut tomrummet. I och med att SL:s maxålder för bussar i linjetrafik annars är 16 år så fick då dessa MaxCi dispens och var 17 år gamla när de fasades ut vid avtalets slut sommaren 2014. De fasades ut i etapper från maj till augusti, och de allra sista exemplaren försvann från Stockholms gator inför hösttidtabellens införande samma år. Dessa var då de absolut sista bussarna i Scania CN113-serien att gå i reguljär trafik i Sverige. De ersattes av biodieseldrivna MAN Lion's City hybrid.
Även vanliga CN113CLB med eller utan etanoldrift (littera H17 och H17E samt efterträdaren OmniCity med eller utan etanoldrift (littera H19, H34 och H34E) har varit vanliga i innerstaden.
De allra flesta etanoldrivna Scania MaxCi-bussar som gått i linjetrafik i innerstaden skrotades på Hölö-skroten utanför Södertälje, men några exemplar fortsatte att användas av Keolis som övningsbussar åt blivande chaufförer. Några bussar bevarades dock mer permanent till eftervärlden; Spårvägsmuseet har till exempel en bevarad Scania CN113CLL MaxCi (H18E) och Svenska spårvägssällskapet har en dieseldriven H18X bevarad för museitrafik i form av SL Buss 5158 (senare Busslink och Keolis 5158). Denna kom till samlingen 2013 och var en av de allra sista MaxCi-bussarna som byggdes i Sverige.
I övriga delar av länet, såsom i förorterna, var även vanliga Scania CN113CLB (littera H16, H16A, H16B och H17F) samt ledbussen CN113ALB (littera H32, H33, H33C och H33F) mycket vanliga.
De sista CN113-bussarna med normalgolv (CLB/ALB) togs ur linjetrafik från SL under 2012, i samband med att krav på låggolvs- och lågentrébussar blev obligatoriska på samtliga linjer i länet.
Många normalgolvsbussar gick på export efter sin tjänst hos SL.

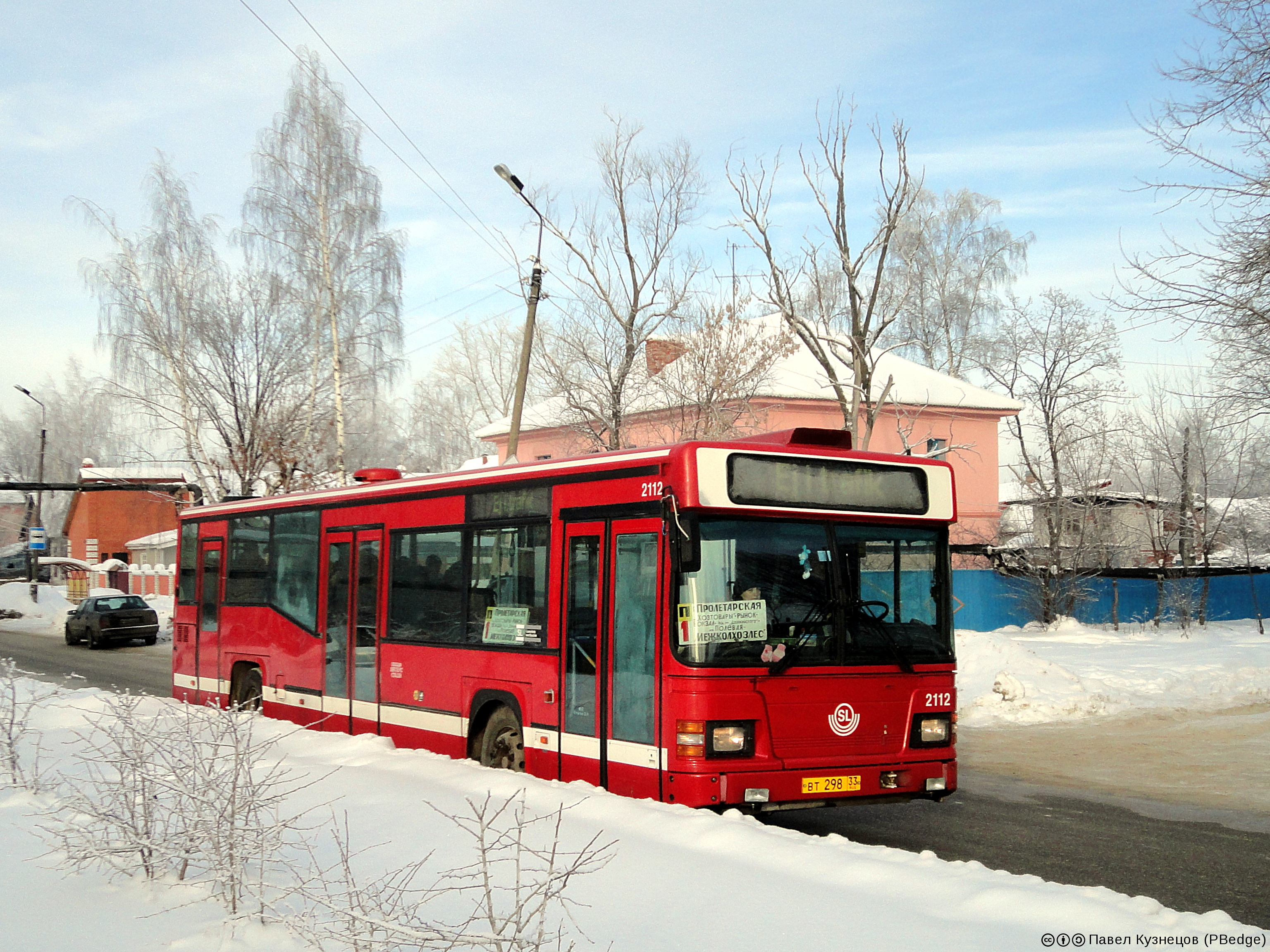
SL94-lackerad Scania MaxCi i Ryssland

### Övriga
I övriga Sverige har busstypen under 1990- och tidiga 2000-talet varit bland de vanligaste i flera städer. I och med senare införda krav på utökad lättillgänglighet hos stadsbussar fasades dock många normalgolvade Scania CN113 ut efter endast 10–12 år i trafik i början av 2000-talets första decennium till förmån för bussar med helt lågt golv eller lågentré. Till skillnad från sina jämngamla och till viss del nyare konkurrenter av olika märken brukade dock lågentrébussen Scania MaxCi gå i reguljär trafik längre än dessa. Att de ändå inte gått i trafik längre än i genomsnitt 15 år i Sverige var främst på grund av utsläppskrav samt ålderskrav hos trafikhuvudmännen. De allra flesta dieseldrivna bussar som tagits ur trafik exporterades, dock var det svårare att hitta en andrahandsmarknad åt etanolbussarna så de gick oftast till skrot.

### Skidbussar
Vissa bussar som tagits ur reguljär trafik i svenska städer fortsatte att användas i skidorterna runtom i landet för att transportera skidåkare mellan bl.a. olika hotell och backar. Två exempel är f.d. GUB 572 och 576 som hamnade hos Svenssons i Saxvallen, Duved, efter att ha fasats ut från Uppsalas stadstrafik år 2002 respektive 2003. Dessa gick senare på export utomlands.

## I linjetrafik i övriga länder

### Skandinavien och Island
De svensktillverkade Scania CN113 såldes endast nya i Skandinavien och på Island. Precis som föregångaren Scania CR/CN112 har det även förekommit ett antal CN113 av olika typ i Norge, bland annat i Trondheim. Hos det kommunala trafikbolaget Strætó på Island har det förekommit ett fåtal ledbussar. Scania MaxCi såldes även nya i Danmark och Finland.

### Polen
Fabriken i polska Słupsk öppnades i början av 1990-talet, och sedan dess började Scania MaxCi och ledvagnen Scania CN113ALB att säljas nya även i Polen där de tillverkades mellan 1993 och 1999. En stad där dessa bussar varit vanliga är Kraków.

### Östeuropa och Asien
De flesta bussar som exporterats från Norden hamnade i det forna Östblocket, och under tidiga 2020-talet fanns uppåt 30 år gamla exemplar i reguljär trafik till exempel i Kazakstan. I öster har busstypen varit väldigt populär tack vare den robusta uppbyggnaden.

## Varianter
- Scania CN113CLB – Höggolvsbuss.
- Scania CN113CLL – Lågentrébuss.
- Scania CN113ALB – Ledbuss med högt golv.

## Galleri

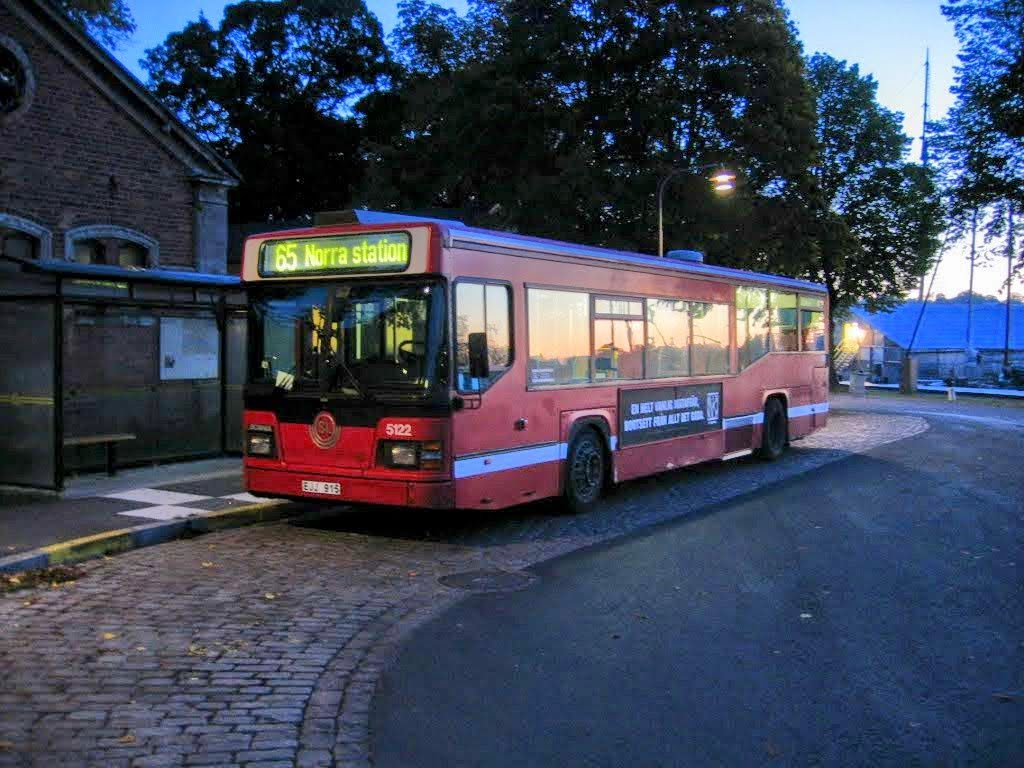
Busslink 5122 Scania MaxCi på Skeppsholmen i Stockholm, oktober 2006.
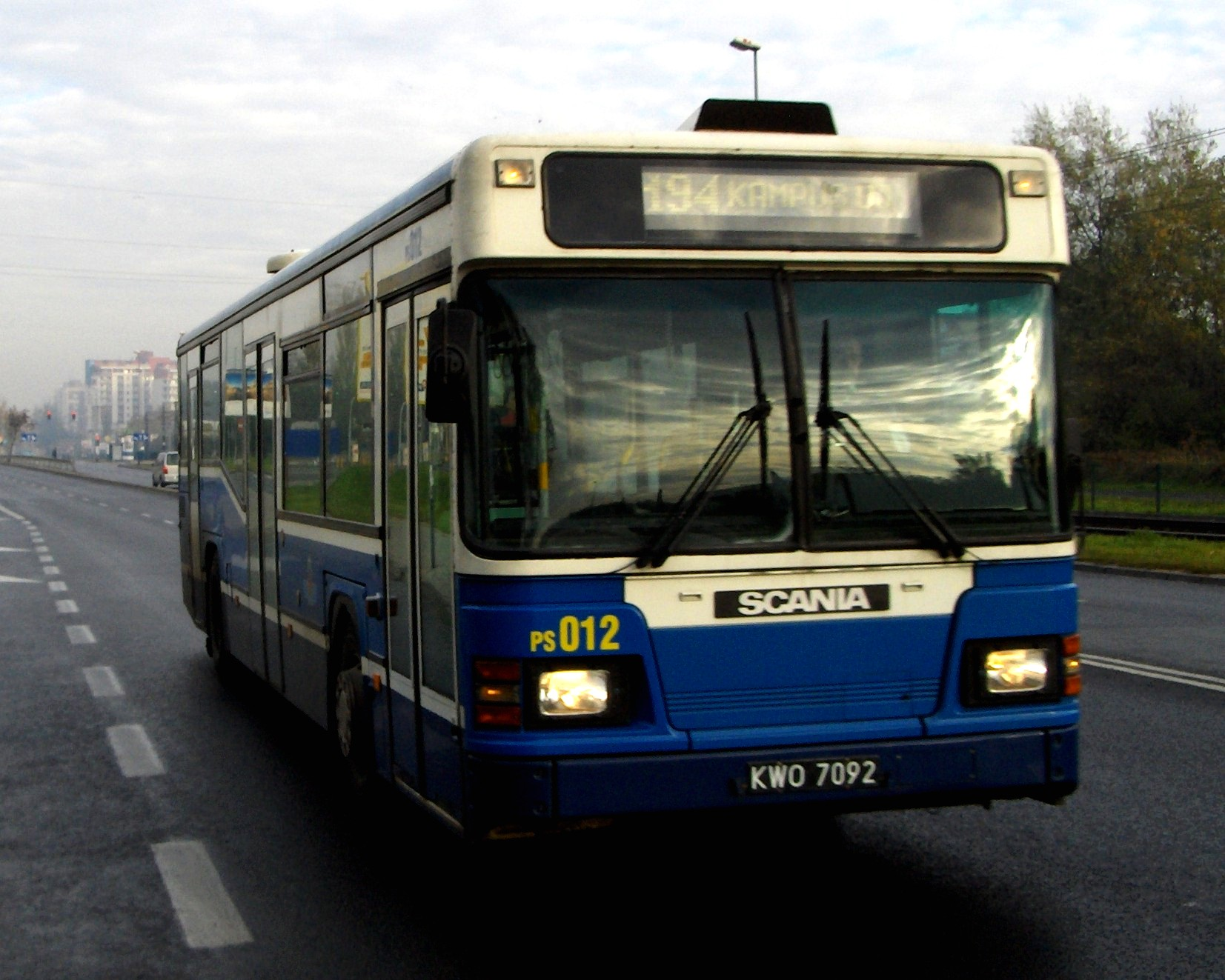
Scania MaxCi i Kraków, Polen, oktober 2006.
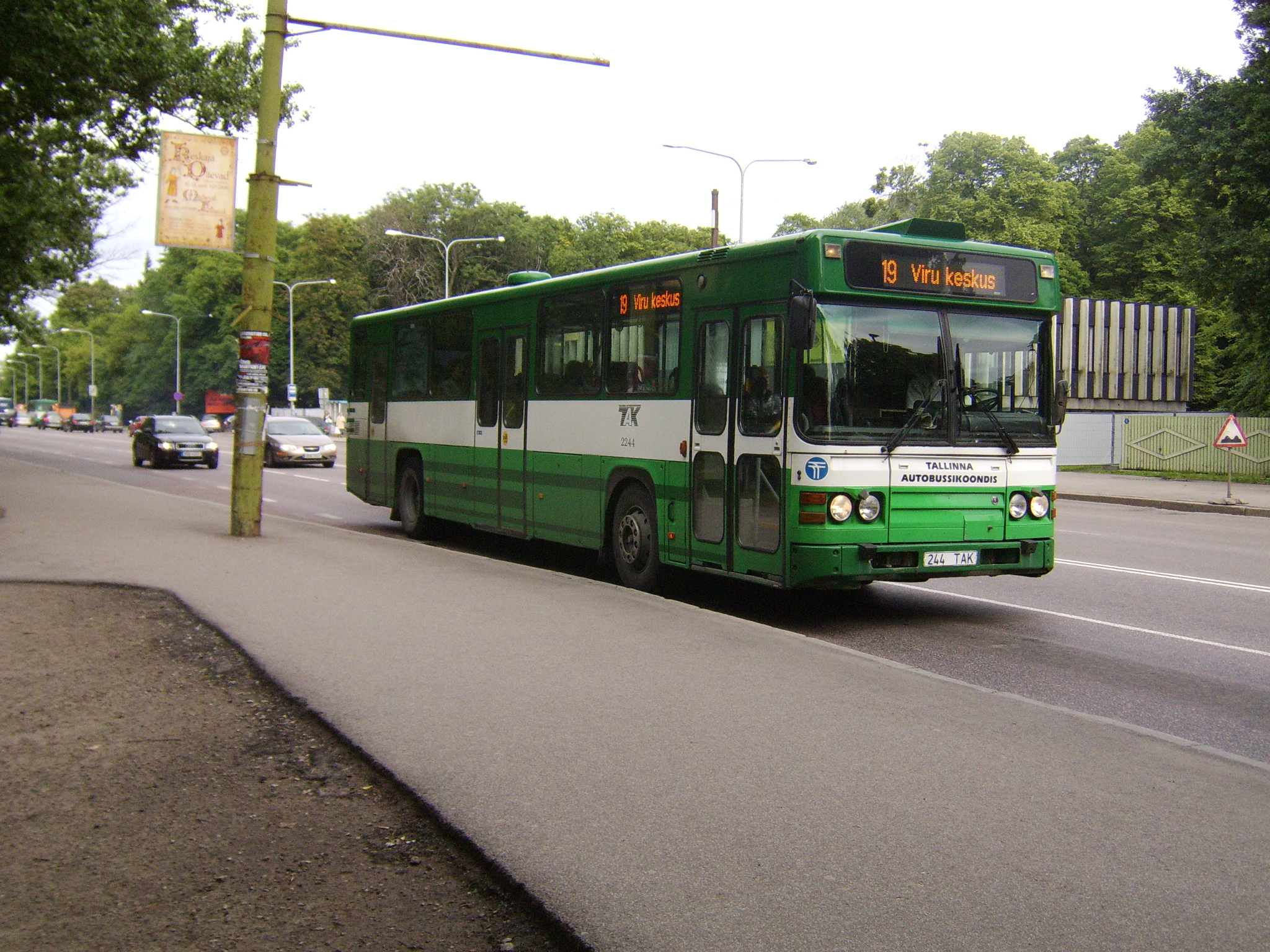
Före detta GUB 577 Scania CN113CLB i Tallinn, Estland, juni 2008.
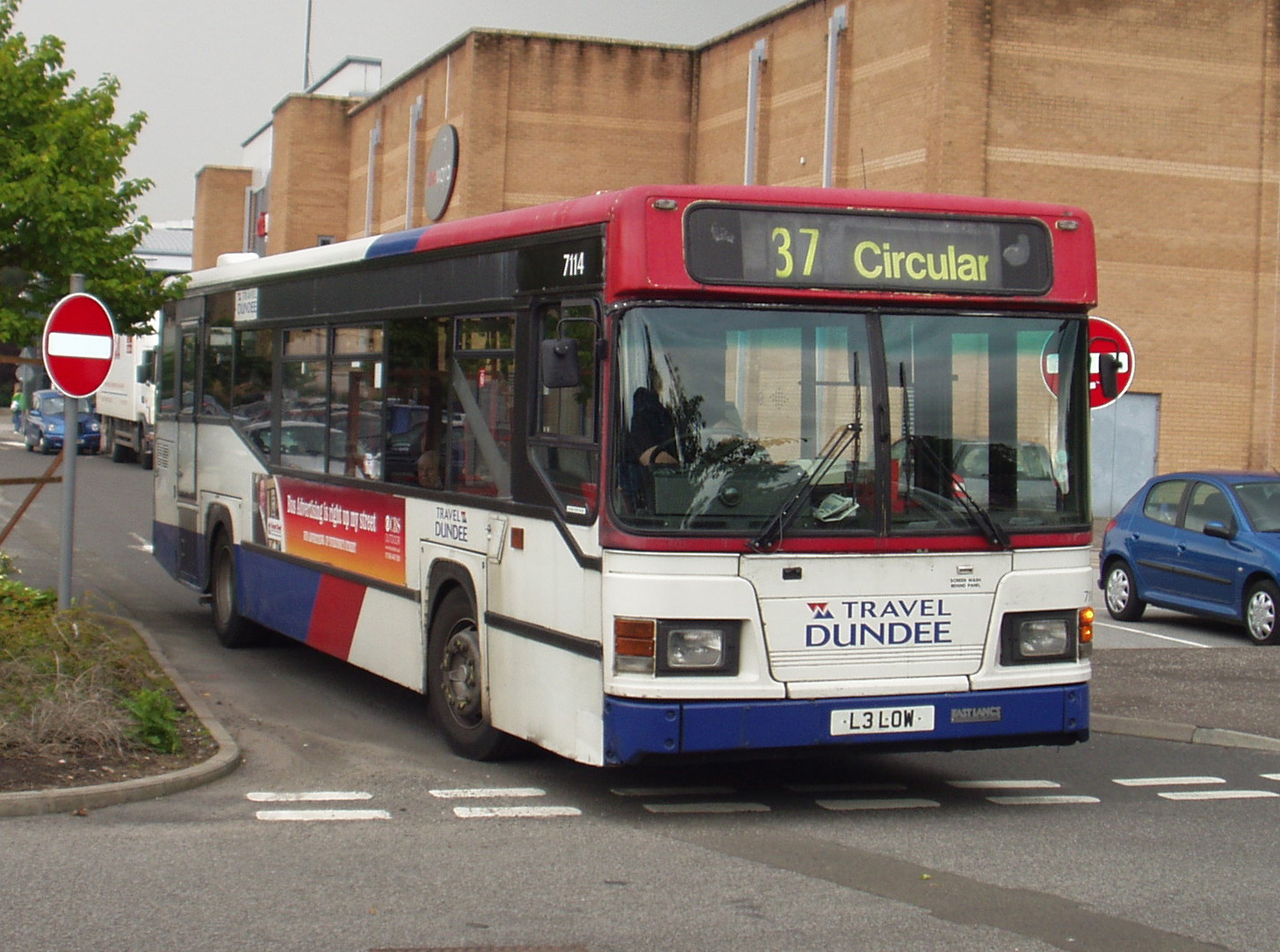
East Lancs MaxCi.
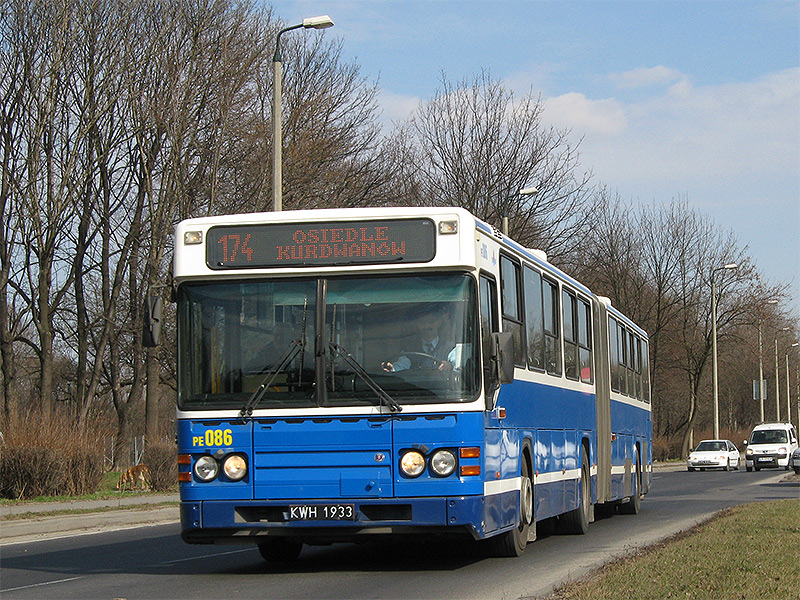
Scania CN113ALB i Kraków.